# Quatrième livre de madrigaux (Monteverdi)
Pour les articles homonymes, voir Quatrième livre de madrigaux.
Le quatrième livre de madrigaux (titre original en italien, Quarto libro dei Madrigali) est un recueil de dix-neuf madrigaux à cinq voix (le 6e est en deux parties) composés par Claudio Monteverdi en 1603.
Les madrigaux sont composés sur des textes de poètes célèbres à l’époque, en particulier Giovanni Battista Guarini, Ridolfo Arlotti et Torquato Tasso, mais aussi sur des vers d’auteurs anonymes.

## Effectif vocal
Les madrigaux sont composés pour cinq voix, à savoir le canto qui correspond à la voix supérieure (souvent tenue dans les interprétations modernes par une soprano), la deuxième voix, l'alto (mezzo-soprano, contralto, ou contre-ténor), ensuite le tenore (ténor), le basso (basse), et le quinto. Cette dernière partie n'équivaut pas à une tessiture précise, mais pouvait être chantée par une deuxième soprano, alto ou ténor selon les madrigaux. 
On désignait cette partie dans les traités musicaux du XVIe siècle sous la dénomination de vox vagans, signifiant « voix errante ».

## Les madrigaux
1. Ah, dolente partita ! (Guarini)
2. Cor moi, mentre vi miro (Guarini)
3. Cor moi, mon mori ? E mori ! (anonyme)
4. Sfogava con le stelle (Ottavio Rinuccini)
5. Volgea l’anima mea soavemente (Guarini)
6. Anima mia, perdona – 1er partie (Guarini) 
 Che se tu sei il cor mio – 2e partie
7. Luci serene e chiare (Arlotti)
8. La piaga ch’o nel core (Aurelio Gatti)
9. Voi pur da me partite (Guarini)
10. A un giro sol (Guarini)
11. Ohimè, se tanto amate (Guarini)
12. Io mi son giovinetta (anonyme)
13. Quell’augellin che canta (Guarini)
14. Anima dolorosa, che vivende (Guarini)
15. Si, ch’io vorrei morire (Mauritio Moro)
16. Non piu guerra, pietate (Guarini)
17. Anima del cor mio (anonyme)
18. Longe da te, cor mio (anonyme)
19. Piagne e sospira (Tasso)

## Dédicace et orientation musicale
Le quatrième livre de madrigaux est dédié « à mes Illustrissimes cavaliers amis et très nobles seigneurs académiques Intrépides de Ferrare ». Monteverdi avait d’abord eu l’intention d’offrir ce recueil au duc Alphonse II d'Este, duc de Ferrare, dans l’espoir d’obtenir un poste de maître de chapelle. Le duc étant mort en 1597, Monteverdi tourne ses espoirs vers Mantoue, où il obtient enfin le poste désiré.

## Partition
- Madrigali a cinque voci. Libro quarto. Di nuovo ristampato, Stampa del gardano, Venise 1615, imprimée par Riccardo Amadino.
- Malipiero, édition moderne : Tutte le opere di Claudio Monteverdi, ed. Universal, Vienne, 1927.

## Discographie
- Monteverdi : Il Quarto libro dei madrigali. 1603, La Venexiana (Glossa GCD 920924, 2004)